# Низовка (приток Мсты)
Низовка — река в России, протекает в Окуловском и Любытинском районах Новгородской области. Устье Низовки находится в 240 км от устья по левому берегу реки Мста. Длина реки составляет 12 км. 

## Данные водного реестра
По данным государственного водного реестра России относится к Балтийскому бассейновому округу, водохозяйственный участок реки — Мста без р. Шлина от истока до Вышневолоцкого г/у, речной подбассейн реки — Волхов. Относится к речному бассейну реки Нева (включая бассейны рек Онежского и Ладожского озера).
По данным геоинформационной системы водохозяйственного районирования территории РФ, подготовленной Федеральным агентством водных ресурсов:
- Код водного объекта в государственном водном реестре — 01040200212102000021084
- Код по гидрологической изученности (ГИ) — 102002108
- Код бассейна — 01.04.02.002
- Номер тома по ГИ — 2
- Выпуск по ГИ — 0